# Pholhas
Pholhas est un groupe brésilien de rock, originaire de São Paulo.

## Histoire
Le groupe est formé en 1969 avec la formation suivante : Helio Santisteban (clavier), Paulo Fernandes (batterie), Oswaldo Malagutti (basse) et Wagner « Bitão » Benatti (guitare), les quatre se relayant au chant. Ils commencent par reprendre des groupes des États-Unis et d'Angleterre et commencent à composer en anglais. Comme personne dans le groupe ne maîtrisait la langue, les membres ont eu recours à un manuel qui appartenait au père de « Bitão ». Le premier LP du groupe, Dead Faces (1973), sort chez RCA.
Leur premier album, Dead Faces (1973), est publié par RCA et ne contenait que des chansons en anglais. Un seul CD est tiré de cet album, avec le morceau My Mistake, qui raconte l'histoire d'un crime passionnel, reprenant la tradition du blues ancien qui consiste à utiliser les tragédies quotidiennes pour réfléchir au sens de la vie ; ce disque compact a atteint la première place des charts, se vendant à 400 000 exemplaires en seulement trois mois. D'autres chansons sont ensuite sorties sur CD, comme She Made Me Cry, I Never Did Before et Forever, qui se sont toutes vendues à plus de 300 000 exemplaires. En 1975, le premier album sort sur le marché hispanique sous le titre Hojas, offrant au groupe un autre disque d'or. Peu après, Hélio Santisteban décide de poursuivre une carrière solo et Marinho Testoni, anciennement de Casa das Máquinas, le remplace. Cela conduit à un autre changement dans le groupe, qui sort un album de rock progressif, et pour la première fois avec des paroles en portugais. En 1978, Oswaldo Malagutti quitte le groupe et est remplacé par le bassiste João Alberto, également ex-Casa das Máquinas. Malagutti et Santisteban créent l'Estúdio MOSH (acronyme de leurs noms) et travaillent encore aujourd'hui à la production et au mastering de CD et de DVD.
En 1980, Hélio Santisteban réintègre le groupe, qui reprend la tradition de chanter et de composer en anglais, et sort le LP Memories. Quelques mois plus tard, avec le départ de Marinho, Pholhas est composé de Bitão (guitare), Paulo Fernandes (batterie), Hélio Santisteban (claviers) et João Alberto (basse).
Fin 2006, Hélio Santisteban quitte définitivement le groupe et Bitão, Paulinho et João Alberto décident de ne plus avoir de claviériste attitré, mais un claviériste spécialement invité pour chaque concert. Cette formule a si bien fonctionné qu'elle est devenue une attraction supplémentaire pour les concerts. En 2015, ils sortent l'album Pholhas - 45 anos, qui propose une réinterprétation de quatre chansons enregistrées à l'origine par Roberto Carlos : Esqueça, Ciúme de Você, Só por Amor et Nossa Canção.
Le 26 août 2018, le claviériste et chanteur Helio Santisteban décède à l'âge de 69 ans,,,.

## Discographie
- 1972 : Dead Faces
- 1974 : Forever
- 1975 : Hojas
- 1975 : Pholhas
- 1977 : Disco de Ouro
- 1977 : Pholhas
- 1978 : O Som das Discoteques
- 1980 : Memories
- 1981 : Disco de Ouro, Vol. 2
- 1982 : Pholhas
- 1985 : Wings
- 1987 : The Night Before
- 1988 : Côrte sem Lei
- 1996 : Pholhas, 25 Anos
- 1997 : Pholhas Forever, 26 Anos
- 2000 : Pholhas ao Vivo no Brasil
- 2003 : 70's Greatest Hits
- 2005 : Pholhas
- 2009 : Pholhas - Forever
- 2015 : Pholhas - 45 Anos